# قطعنامه ۱۷۶۹ شورای امنیت
قطعنامه ۱۷۶۹ شورای امنیت سازمان ملل متحد که در تاریخ ۳۱ جولای ۲۰۰۷ تصویب شد، سندی بین‌المللی دربارهٔ بررسی وضعیت در سودان است. این قطعنامه طی نشست ۵۷۲۷ام با ۱۵ رای موافق، ۰ مخالف و ۰ ممتنع تصویب شد.